# Loma de Buenos Aires
Loma de Buenos Aires är en ort i Mexiko.   Den ligger i kommunen Alpatláhuac och delstaten Veracruz, i den sydöstra delen av landet, 210 km öster om huvudstaden Mexico City. Loma de Buenos Aires ligger 2 327 meter över havet och antalet invånare är 156.
Terrängen runt Loma de Buenos Aires är kuperad österut, men västerut är den bergig. Terrängen runt Loma de Buenos Aires sluttar österut. Runt Loma de Buenos Aires är det tätbefolkat, med 331 invånare per kvadratkilometer. Närmaste större samhälle är Huatusco de Chicuellar, 17,1 km öster om Loma de Buenos Aires. Omgivningarna runt Loma de Buenos Aires är en mosaik av jordbruksmark och naturlig växtlighet.